# 金森誠之
金森 誠之（かなもり しげゆき、1892年7月27日 - 1959年8月19日）は、日本の河川技術者、内務官僚。発明家、映画人でもあった。
土木の仕事を、「地球芸術」と称していた。

## 経歴・職歴
和歌山県有田郡出身。1915年（大正4年）、東京帝国大学工科大学土木工学科を卒業し、内務省に入省。東京土木出張所に勤務し、利根川第二期改修工事に従事した。1927年、「煉瓦積ノ改善、特二其ノ補強二関スル研究」（『土木学会誌』）で工学博士号を得ている。
1918年（大正7年）から1921年（大正10年）までは、多摩川改修事務所に勤務。その後、1924年（大正13年）から1929年（昭和4年）まで、1年間の欧米諸国出張を挟んで、1930年（昭和5年）から1931年（昭和6年）までの2度にわたり、同事務所の所長を務めた。その間、1928年（昭和3年）には川崎河港工事を完成させたが、これは岸壁と水門の工事であり、岸壁は平時の荷揚げ、洪水時には多摩川からの避難所となるように設計された。水門は洪水を防ぐためのものであり、その建設資金は、金森の申し出を受けた味の素社により寄贈された。この金森が考奏した鉄筋煉瓦の水門、川崎河港水門は現存する構造物であり、その頭頂部の彫刻峠、金森と畏友の建築技術者との共同作品で、地元川崎市名産の梨や桃、そして葡萄が飾られている。金森はまたこのとき「川崎運河」構想を発案したが、その構想は紆余曲折の後、ついに実現しなかった。
金森はその後、1940年（昭和15年）開催予定のオリンピック東京大会の漕艇場問題で埼玉県戸田村を提案、同大会は中止となったが漕艇場計画は生き残り、後任の岩沢忠恭により「戸田ボートコース」として完成された。その後金森は、国道改良第一部長、荒川上流改修及下流維持工事事務所長、東京土木出張所工務部長に就任した。
1938年（昭和13年）、仙台土木出張所（後の国土交通省東北地方整備局）の所長に就任。八郎潟の干拓工事計画や、仙塩総合開発計画を提案した。この仙台時代には地元の人々に慕われ、ことに青年層に人望あつく、市長にと請われることもあったという。1941年（昭和16年）には、一時期名取川改修・釜房堰堤工事事務所長に就任し、鉄道技師を兼任した。
同年、下関土木出張所長に転任。翌1942年（昭和17年）には内務省を退官し、その後、金森総合土木研究所を創設して所長となる。1945年（昭和20年）の終戦時には、三井土木建築総合研究所所長の職にあった。戦後は、利根川治水同盟や日本河川協会の副会長などをつとめた。

## 仙台市長選
終戦後の1946年（昭和21年）5月、初めて公選として行われることになった仙台市長選挙において、同市市議会保守系議員の一派が、戦時中に地域開発を主導した金森を推薦、金森は同選挙に立候補することとなった。これについて金森は、「政治家は性に合わないので辞退するつもりだったが、技術家として仙台復興に自分が必要との意見に従い、引き受けることにした」と、語っている。投票の結果、金森は仙台市旧市街の各所で1位を獲得したものの、得票総数では工場地域や農村部で優勢だった同じく保守系の候補・岡崎栄松に及ばぬ次点となり、落選した。

## 人物
技術官僚としては多趣多才で、「金森式鉄筋煉瓦」や「まさかり杭」を始め、数多くの発明や特許を残した。
趣味人としては、特に社交ダンスと映画を好み、1931年（昭和6年）には『力学的に見た社交ダンス入門』を著した。また、土木技術者を主人公にした映画を多く製作したが、それは、設計し施工した印旛水門の竣工式祝賀会で工事関係者への労苦言及はなく、祝辞は地元代議士を讃えるものばかりで、自分らが「酬いられぬ人」であることを寂しく実感したことが契機となったという。すなわち、土木技術者の仕事を社会に認識させる方策として映画という媒体に着眼したものという。そのために自ら脚本を書き、ロケ地を求めて自分の足で歩きまわり、時として映画監督を押し退けて自分でメガホンを手にすることもあったという。また、配役についても一家言を持ち、女優を育てることにも熱心であった。川崎弘子や筑波雪子などの女優の芸名は、金森が名付けたものである。
金森による雑誌連載記事、「酬いられぬ人」、「混凝士道路」、「国道八号線」は、それぞれ映画化された。
この他、唯一の建築設計作として、自宅の設計がある。昭和九年に大田区山王にみずから設計した自宅は現存しているが、この自宅は金森四二歳の時の作品として知られる。
法面地に建てられているので三階建てのようにみえるが、実際は地下一階、地上二階で得意の鉄筋煉瓦構造である。この地には、もともと八景園という建物があったが、跡地が東京湾を望む高台にある上、暖かい別荘地として売りに出されていたところ、妻の薦めで購入したもので、現在の建物は創建当時のまま保たれている。一階には十畳と六畳の部屋続きになっている洋間があり、それは趣味のひとつであるダンスパーティを自宅で行うための工夫であるという。当時の上流階級ではダンスパーティ開催が一種のステータスシンボルであった。この家は雨漏りがするんですよと長男夫人は述べていたというが、原因は屋上で何度か開催されたダンスパーティのせいだったようである。

## 栄典
- 1940年（昭和15年）8月15日 - 紀元二千六百年祝典記念章[5]

## 著書
- 『応用地震学』（1926年）
- 『大東亜建設と八郎潟』（1940年）
- 『第二放送テキスト 工業講座土木工学』（1931年） 講師として「河川」を講じている。
- 「伝記大地に刻む」雑誌『河川』に14回にわたって連載